# Kościół Świętych Apostołów Piotra i Pawła w Szamocinie
Kościół Świętych Apostołów Piotra i Pawła – kościół rzymskokatolicki, zlokalizowany w centrum placu Wolności w Szamocinie. Posiada cechy klasycystyczne i neoromańskie.

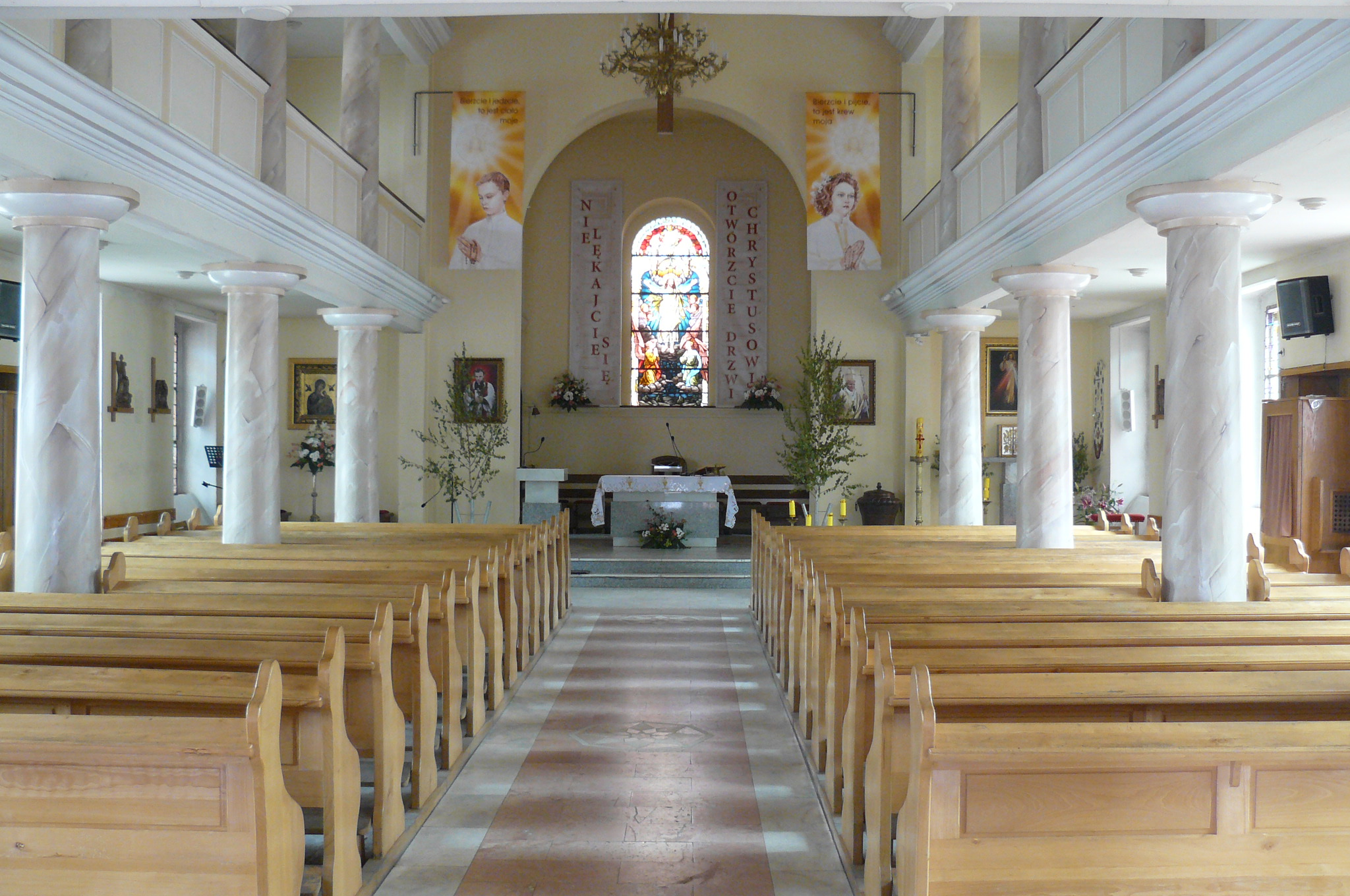
Wnętrze

Obiekt zbudowano w latach 1827-1835, przede wszystkim z myślą o protestanckich tkaczach z Niemiec, którzy licznie się wówczas osiedlali w mieście (ośrodku tkackim). Świątynię rozbudowano w latach 1879-1902. W 1902 ukończono też monumentalne wieże decydujące o wyrazie fasady. Po 1945 obiekt przejęli katolicy. Od 1989 jest w posiadaniu parafii NMP Wspomożycielki Wiernych.
Kościół jest murowany, otynkowany, na fundamencie z granitu łamanego, ozdobiony witrażami. Stanowi jeden z najstarszych budynków w mieście.